# شينيا ميتسواكا
شينيا ميتسواكا (باليابانية: 光岡 眞矢) (22 أبريل 1976 في كاناغاوا في اليابان – )؛ هو لاعب كرة قدم ياباني سابق كان يلعب كمهاجم.

## وصلات خارجية
- شينيا ميتسواكا على موقع رابطة كرة القدم اليابانية للمحترفين (اليابانية)
- شينيا ميتسواكا على موقع عالم كرة القدم.نت (الإنجليزية)